# Todjuwci
Todjuwci (bułg. Тодювци) – wieś w Bułgarii, w obwodzie Wielkie Tyrnowo, w gminie Elena. W 2024 roku liczyła 56 mieszkańców.